# Tisza Bea (bábművész)
Tisza Bea (Devecser, 1962. március 12. –) magyar bábművész, színésznő.

## Életpályája
Devecserben született, 1962. március 12-én. Székesfehérváron, a Vasvári Pál Gimnáziumban érettségizett. A Bábszínészképző Tanfolyamot 1982-ben végezte el. Pályáját az Állami Bábszínházban kezdte. 1992-től a Kolibri Színház társulatának művésze. Második diplomáját a Nyugat-Magyarországi Egyetem Apáczai Csere János Karán szerezte 2006-ban. Önálló műsorokat is készít és rendezéssel is foglalkozik. Férje Bodnár Zoltán bábszínész.

## Fontosabb szerepeiből
- Nyina Vlagyimirovna Gernet - Bánd Anna - Devecseri Gábor: Aladdin csodalámpája... Badur hercegnő
- Josef Pehr - Leo Spáčil: Rosszcsont Peti... Rosszcsont Peti
- Arany János - Gáli József: Rózsa és Ibolya... Ibolya
- Urbán Gyula: A két kicsi pingvin... Ping
- Claude Debussy - Békés Pál: Játékdoboz... Kisfiú
- Camille Saint-Saëns - Urbán Gyula: Az állatok farsangja... Bohóclány
- Erich Kästner - Horváth Péter: Május 35... Kockás kislány
- Horváth Péter: A farkas szempillái... Jukikó
- Jelizaveta Jakovlevna Tarahovszkaja: A csuka parancsára... Csuka; Dadus
- Balogh Géza: Doktor Faust... Angyal
- Ignácz Rózsa - Sebő Ferenc: Tündér Ibrinkó... Ráki
- Nemes Nagy Ágnes: Bors néni... Lackó
- Lengyel Menyhért: Az árny... Krisztina
- Szomory Dezső: Incidens az Ingeborg hangversenyen... Piri
- Monthy Phyton: Megyeri gyalog galopp... Kobzos
- Pozsgai Zsolt: Bakkfy és a csúnya királykisasszony... Lilona

## Rendezéseiből
- Oscar Wilde: A boldog herceg
- Arany János: A fülemile - A bajusz
- Zalán Tibor: Kabule kincse (Ciróka Bábszínház)
- Michael Ende - Bodnár Zoltán - Zalán Tibor: Ilka titka
- Guy Krneta: Gabi
- Marék Veronika: Kippkopp és Tipptopp
- Marék Veronika: Kippkopp gyerekei
- Ljudmila Jevgenyjevna Ulickaja: Százlábúak láb alatt

## Filmek, tv
- Uborka
- A bajusz
- A fülemile
- A boldog herceg
- Bakkfy és a csúnya királykisasszony